# Amarcord
Amarcord (italienskt dialektalt uttryck från Romagna: "A m'arcôrd", svenska: "Jag minns"), är en fransk-italiensk dramakomedifilm från 1973 i regi av Federico Fellini. I rollerna bland andra Bruno Zanin, Pupella Maggio och Armando Brancia. Amarcord vann en Oscar för bästa utländska film 1974 och var nominerad till två ytterligare Academy Awards: Bästa regi och Bästa originalmanus.
Federico Fellini minns sin uppväxtstad Rimini på 1930-talet. Filmen är bland annat ett exempel på tidiga storsatsningar på vissa scener.

## Rollista (i urval)
- Bruno Zanin - Titta Biondi
- Pupella Maggio - Miranda Biondi
- Armando Brancia - Aurelio Biondi
- Magali Noël - Ninola, "Gradisca"
- Ciccio Ingrassia - Teo
- Nando Orfei - Patacca
- Gianfilippo Carcano - Don Baravelli
- Josiane Tanzilli - Volpina, prostituerad